# Рудник (Варненская область)
Рудник (болг. Рудник) — село в Болгарии. Находится в Варненской области, входит в общину Долни-Чифлик. Население составляет 477 человек.

## Политическая ситуация
В местном кметстве Рудник, в состав которого входит Рудник, должность кмета (старосты) исполняет Недялка  Маринова Рашкова (Болгарская социалистическая партия (БСП)) по результатам выборов правления кметства.
Кмет (мэр) общины Долни-Чифлик — Борислав Николаев Натов (независимый) по результатам выборов в правление общины.